# Kaw City (Oklahoma)
Kaw City es una ciudad ubicada en el condado de Kay en el estado estadounidense de Oklahoma. En el año 2010 tenía una población de 	375 habitantes y una densidad poblacional de 26,22 personas por km².

## Geografía
Kaw City se encuentra ubicada en las coordenadas 36°45′57″N 96°51′29″O / 36.76583, -96.85806 (36.765842, -96.858035).

## Demografía
Según la Oficina del Censo en 2000 los ingresos medios por hogar en la localidad eran de $26,146 y los ingresos medios por familia eran $31,042. Los hombres tenían unos ingresos medios de $30,000 frente a los $17,917 para las mujeres. La renta per cápita para la localidad era de $15,091. Alrededor del 12.7% de la población estaban por debajo del umbral de pobreza.